# Морозов, Анатолий Петрович (генерал-лейтенант)
Анатолий Петрович Морозов — советский военный и политический деятель, генерал-лейтенант.

## Биография
Родился в 1924 году в селе Митрополье. Член КПСС.
Окончил Военную артиллерийскую академию имени М. И. Калинина.
Участник Великой Отечественной войны: рядовой 358-го отдельного гвардейского миномётного дивизиона 83-го гвардейского миномётного полка.
В 1943—1950 гг. — адъютант начальника училища, командир взвода курсантов 1-го гвардейского Московского миномётно-артилерийского училища.
В 1955—1968 гг. — командир артиллерийского дивизиона, командир ракетного дивизиона, заместитель командира бригады, командир бригады оперативно-тактических ракет.
В 1968—1973 гг. — заместитель начальника, в 1973—1987 гг. — начальник Сумского высшего артиллерийского командного училища имени М. В. Фрунзе.
Делегат XXVII съезда КПСС.
Умер в 1991 году в Сумах.

## Награды
- Орден Красного Знамени (1967)
- Орден Отечественной войны I степени (1985)
- Орден Трудового Красного Знамени (1978)
- Орден «За службу Родине в Вооружённых Силах СССР» III степени